# Lowell (Ohio)
Lowell es una villa ubicada en el condado de Washington en el estado estadounidense de Ohio. En el Censo de 2010 tenía una población de 549 habitantes y una densidad poblacional de 894,39 personas por km².

## Geografía
Lowell se encuentra ubicada en las coordenadas 39°31′46″N 81°30′27″O / 39.52944, -81.50750. Según la Oficina del Censo de los Estados Unidos, Lowell tiene una superficie total de 0.61 km², de la cual 0.59 km² corresponden a tierra firme y (3.8%) 0.02 km² es agua.

## Demografía
Según el censo de 2010, había 549 personas residiendo en Lowell. La densidad de población era de 894,39 hab./km². De los 549 habitantes, Lowell estaba compuesto por el 98.72% blancos, el 0.36% eran afroamericanos, el 0% eran amerindios, el 0% eran asiáticos, el 0% eran isleños del Pacífico, el 0.18% eran de otras razas y el 0.73% pertenecían a dos o más razas. Del total de la población el 0.36% eran hispanos o latinos de cualquier raza.